# Риверо Кун, Серхио
Серхио Риверо Кун (исп. Sergio Rivero Kuhn; 6 декабря 1963, Санта-Крус-де-ла-Сьерра — 1 сентября 2024, Санта-Крус-де-ла-Сьерра) — боливийский футболист, защитник.

## Карьера

### Клубная карьера
Во взрослом футболе дебютировал в 1983 году в клубе «Реал Санта-Крус», за который отыграл семь сезонов, а затем перешёл в «Ориенте Петролеро».
В 1996 году на один сезон вернулся в «Реал Санта-Крус», а с 1997 года вновь играл за «Ориенте Петролеро». Завершил карьеру футболиста в 1999 году в клубе «Гуабира».

### Карьера в сборной
В 1991 году дебютировал в официальных матчах в составе национальной сборной Боливии. В том же году выступал в составе сборной на Кубке Америки по футболу.
Всего в составе сборной принял участие в девяти матчах, не забив ни одного гола.

### Смерть
Скончался 1 сентября 2024 года в родном городе Санта-Крус-де-ла-Сьерра в возрасте 60 лет.